# Stratone
Stratone är ett släkte av skalbaggar. Stratone ingår i familjen långhorningar.
Kladogram enligt Catalogue of Life:
| Stratone | \| \| Stratone aurantia \| \| \| \| \| \| Stratone rufotestacea \| \| \| \| \| \| Stratone transversale \| \| \| \| |
|          | \| \| Stratone aurantia \| \| \| \| \| \| Stratone rufotestacea \| \| \| \| \| \| Stratone transversale \| \| \| \| |
|          | Stratone aurantia                                                                                                   |
|          | |
|          | Stratone rufotestacea                                                                                               |
|          | |
|          | Stratone transversale                                                                                               |
|          | |